# 霧峰農會酒莊

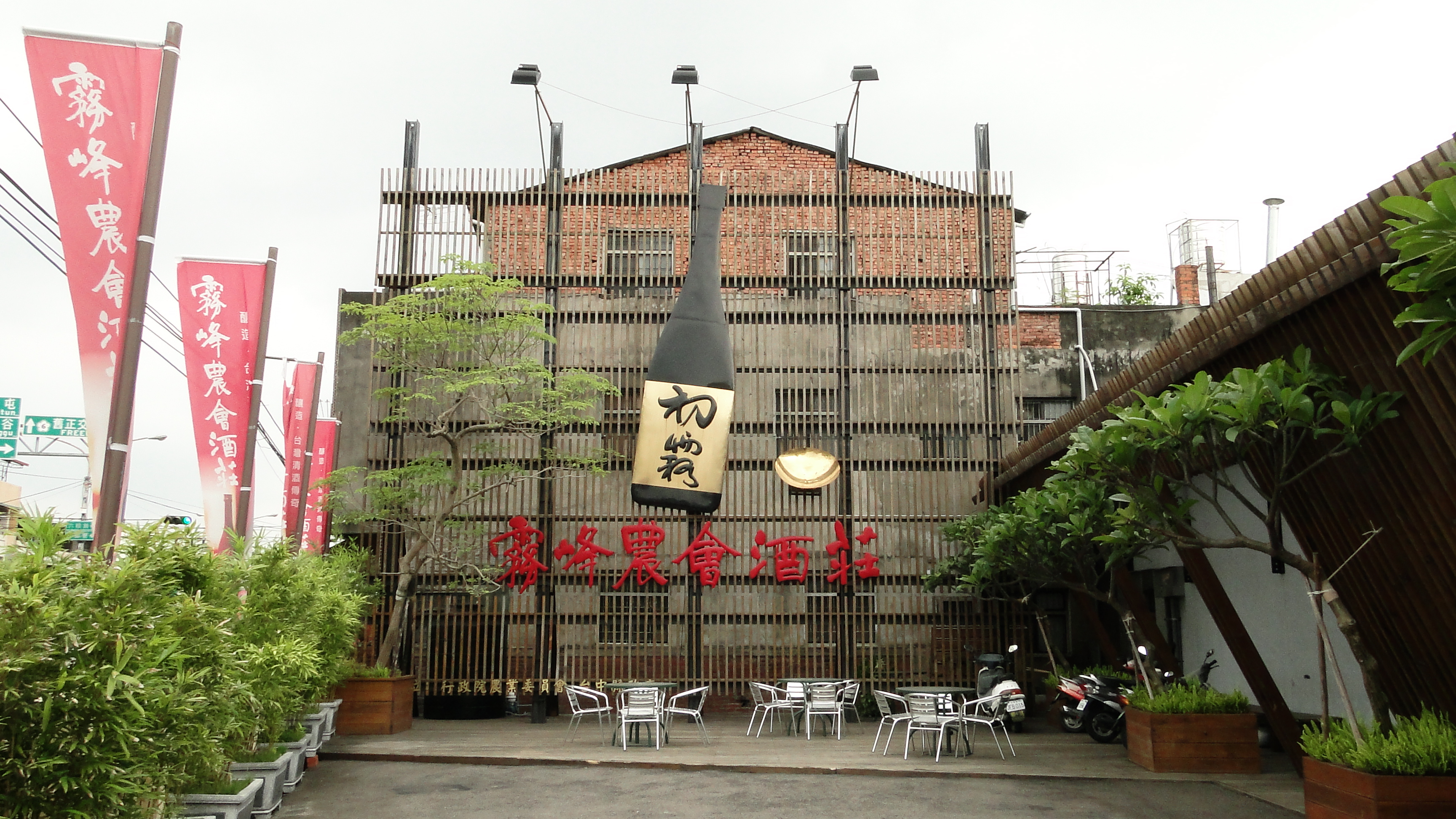
霧峰農會酒莊

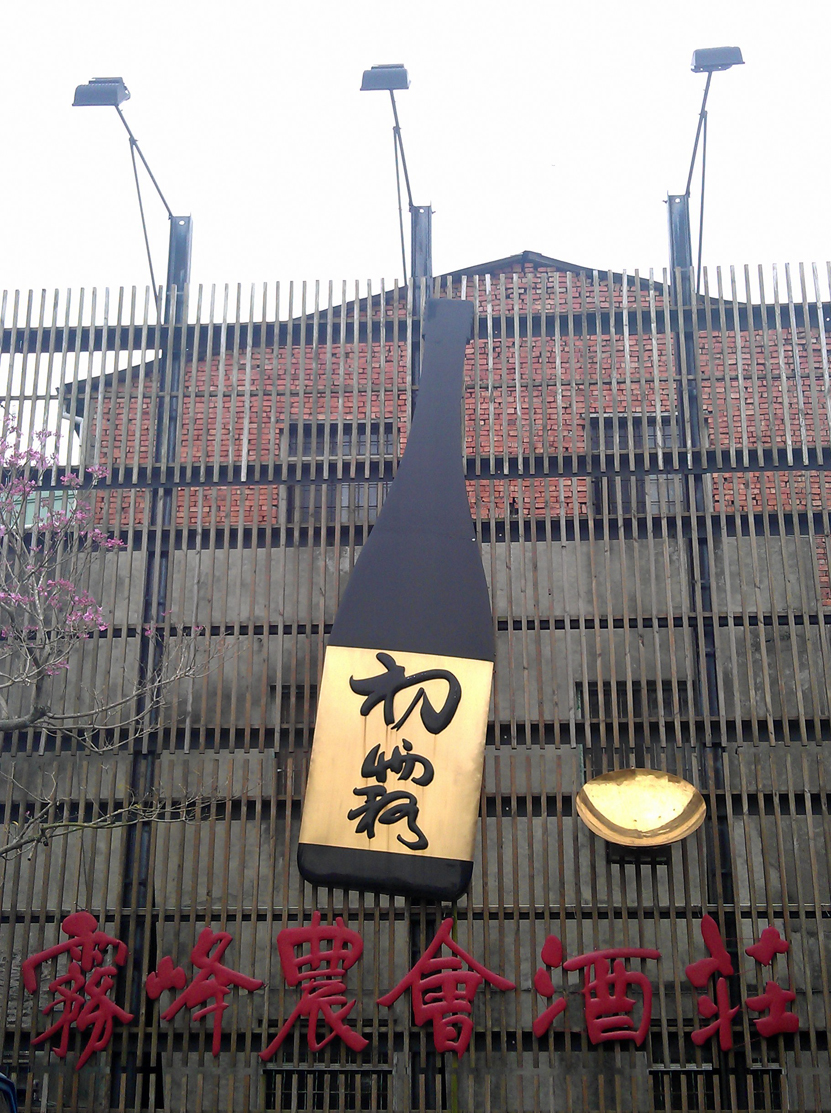
霧峰農會酒莊

霧峰農會酒莊，位於台灣臺中市霧峰區中正路，全名為臺中市霧峰區農會酒莊。由台灣行政院農業委員會於2005年輔導霧峰區農會改造原本閒置的萬豐舊穀倉所成立的公立酒莊。

## 設立由來
霧峰區農會於2000年起，因輔導霧峰農民栽種「台農七十一號」香米成功，多次榮獲台灣全國總冠軍米及十大經典好米等殊榮，台灣陳水扁前總統為紀念農試所培育團隊負責人故郭益全博士的貢獻，特將此米命名為「益全香米」。
台中市霧峰區因是香米發源地及擁有全國最大的香米種植區，素有香米故鄉之雅號。霧峰區農會為提高霧峰香米的附加價值，開創香米文化產業，特地遠赴日本進行香米釀造清酒試驗，以霧峰香米釀造出台灣最高級的清酒。並於
2005年由台灣行政院農業委員會輔導霧峰區農會改造原本閒置的萬豐舊穀倉而成立。

## 清酒釀造緣由及系列酒品
為提升霧峰香米之經濟附加價值，霧峰區農會以霧峰香米為主要原料生產清酒，命名「初霧清酒」。「初」即代表首次霧峰首次生產成功、品質首善之產品，「霧」則擷取地方名『霧峰』之霧字，兼具文化及產業雙重代表性。而系列酒品包括：極品純米吟釀、吟釀、燒酎、本釀造、生清酒、濁酒等，並有酒粕香皂、酒粕面膜、酒粕軟糖及白巧克力清酒軟糖等周邊產品。「初霧燒酎」多次獲得『德國世界烈酒評鑑』金質獎。「純米吟釀」獲得於法國舉辦的2011年國際酒類評鑑銀質獎。

## 外部連結
- 霧峰區農會 （页面存档备份，存于）
- 霧峰農會酒莊官方的Facebook專頁